# Coppa del Mondo di nuoto 2015
La XXVII edizione della Coppa del Mondo di nuoto (FINA/airweave Swimming World Cup 2015) si disputò dall'11 agosto al 7 novembre 2015.
Le tappe in calendario furono otto: alle sette dell'edizione precedente, si aggiunse quella di Chartres (Francia).
Per la prima volta nella storia della manifestazione, le competizioni si svolsero in vasca lunga (50 m), dato che si era scelto di usare la Coppa del Mondo di nuoto come torneo di qualificazione alle competizioni natatorie dei Giochi di Rio 2016, anch'esse va da sé disputate in piscina olimpionica.
Trattandosi di edizione in vasca lunga, a differenza delle edizioni precedenti non figurarono nel programma le gare maschili e femminili dei 100 m misti, la staffetta 4x50 m stile libero mista maschile/femminile, e la staffetta 4x50 m mista mista maschile/femminile.
La vittoria in campo maschile andò al sudafricano Cameron van der Burgh, alla sua terza affermazione di sempre, mentre in campo femminile trionfò per la quarta volta consecutiva (oltre che totale) l'ungherese Katinka Hosszú.

## Calendario
| Cluster | # | Date              | Sede                       | Impianto                                      |
| ------- | - | ----------------- | -------------------------- | --------------------------------------------- |
| Europa  | 1 | 11 - 12 agosto    | Mosca, Russia              | Olympiisky Swimming Pool                      |
| Europa  | 2 | 15 - 16 agosto    | Chartres, Francia          | L'Odyssée                                     |
| Asia 1  | 3 | 25 - 26 settembre | Hong Kong, Hong Kong       | Victoria Park Swimming Pool                   |
| Asia 1  | 4 | 29 - 30 settembre | Pechino, Cina              | Centro acquatico nazionale                    |
| Asia 1  | 5 | 3 - 4 ottobre     | Singapore*                 | Singapore Sports School                       |
| Asia 2  | 6 | 28 - 29 ottobre   | Tokyo, Giappone            | Tokyo Tatsumi International Swimming Center   |
| Asia 2  | 7 | 2 - 3 novembre    | Doha, Qatar                | Hamad Aquatic Centre (HAC)                    |
| Asia 2  | 8 | 6 - 7 novembre    | Dubai, Emirati Arabi Uniti | Hamdan Bin Mohammed Bin Rashid Sports Complex |

* Le finali del primo giorno del meeting di Singapore sono state cancellate a causa della densa coltre di fumo tossico che in quel periodo ha ricoperto buona parte del Sud-est asiatico.

## Classifiche finali

### Maschile
| Pos.    | Atleta                | Nazionale   | Tot. | Russia (bandiera) | Francia (bandiera) | Hong Kong (bandiera) | Cina (bandiera) | Singapore (bandiera) | Giappone (bandiera) | Qatar (bandiera) | Emirati Arabi Uniti (bandiera) |
| ------- | --------------------- | ----------- | ---- | ----------------- | ------------------ | -------------------- | --------------- | -------------------- | ------------------- | ---------------- | ------------------------------ |
| Oro     | Cameron van der Burgh | Sudafrica   | 369  | 48                | 48                 | 48                   | 57              | 36                   | 42                  | 48               | 42                             |
| Argento | Chad le Clos          | Sudafrica   | 180  | 21                | 60                 | -                    | -               | -                    | -                   | 48               | 51                             |
| Bronzo  | Mitch Larkin          | Australia   | 174  | -                 | -                  | -                    | -               | -                    | 57                  | 60               | 57                             |
| 4       | Dávid Verrasztó       | Ungheria    | 135  | 12                | 18                 | 24                   | 33              | 6                    | 12                  | 18               | 12                             |
| 5       | Masato Sakai          | Giappone    | 117  | -                 | -                  | 48                   | 36              | 21                   | 12                  | -                | -                              |
| 6       | Ashley Delaney        | Australia   | 105  | 12                | 15                 | 27                   | 30              | 21                   | -                   | -                | -                              |
| 7       | Katsumi Nakamura      | Giappone    | 84   | -                 | -                  | 24                   | 24              | 12                   | 24                  | -                | -                              |
| 7       | David Plummer         | Stati Uniti | 84   | -                 | -                  | -                    | -               | -                    | 18                  | 33               | 33                             |
| 9       | Daniel Smith          | Australia   | 78   | -                 | 12                 | 30                   | 24              | 12                   | -                   | -                | -                              |
| 10      | Yuki Shirai           | Giappone    | 75   | -                 | -                  | 30                   | 27              | 18                   | -                   | -                | -                              |

### Femminile
| Pos.    | Atleta            | Nazionale     | Tot. | Russia (bandiera) | Francia (bandiera) | Hong Kong (bandiera) | Cina (bandiera) | Singapore (bandiera) | Giappone (bandiera) | Qatar (bandiera) | Emirati Arabi Uniti (bandiera) |
| ------- | ----------------- | ------------- | ---- | ----------------- | ------------------ | -------------------- | --------------- | -------------------- | ------------------- | ---------------- | ------------------------------ |
| Oro     | Katinka Hosszú    | Ungheria      | 669  | 81                | 81                 | 129                  | 66              | 45                   | 81                  | 87               | 99                             |
| Argento | Emily Seebohm     | Australia     | 441  | 57                | 54                 | 57                   | 57              | 36                   | 60                  | 60               | 60                             |
| Bronzo  | Zsuzsanna Jakabos | Ungheria      | 201  | 9                 | 24                 | 42                   | 36              | 30                   | 18                  | 21               | 21                             |
| 4       | Alia Atkinson     | Giamaica      | 174  | -                 | 24                 | 36                   | 24              | 18                   | 9                   | 21               | 42                             |
| 5       | Cate Campbell     | Australia     | 108  | -                 | -                  | 36                   | 42              | 30                   | -                   | -                | -                              |
| 6       | Natalie Coughlin  | Stati Uniti   | 81   | -                 | 39                 | -                    | -               | -                    | 9                   | 33               | -                              |
| 6       | Vitalina Simonova | Russia        | 81   | 30                | 12                 | 21                   | 9               | 9                    | -                   | -                | -                              |
| 8       | Missy Franklin    | Stati Uniti   | 78   | -                 | 30                 | 24                   | 18              | 6                    | -                   | -                | -                              |
| 8       | Jeanette Ottesen  | Danimarca     | 78   | 24                | -                  | 18                   | 24              | 12                   | -                   | -                | -                              |
| 10      | Lauren Boyle      | Nuova Zelanda | 69   | -                 | 21                 | -                    | -               | -                    | -                   | 24               | 24                             |

## Vincitori

### Mosca
Fonte
| Gara         | Atleti                            | Perf.           | Gara  | Atleti                                   | Perf.                   | Gara   | Atleti                         | Perf.           |
| ------------ | --------------------------------- | --------------- | ----- | ---------------------------------------- | ----------------------- | ------ | ------------------------------ | --------------- |
| Stile libero |                                   |                 |       |                                          |                         |        |                                |                 |
| 50 m         | Josh Schneider Jeanette Ottesen   | 21"80 24"62     | 200 m | Danila Izotov Katinka Hosszú             | 1'46"93 1'56"83         | 800 m  | Zhang Yuhan                    | 8'30"60         |
| 100 m        | Chad le Clos Katinka Hosszú       | 48"16 54"10     | 400 m | Myles Brown Shao Yiwen                   | 3'48"52 4'07"30         | 1500 m | Gregorio Paltrinieri           | 14'55"06        |
| Dorso        |                                   |                 |       |                                          |                         |        |                                |                 |
| 50 m         | Camille Lacourt Emily Seebohm     | 24"67 27"90     | 100 m | Camille Lacourt Emily Seebohm            | 53"44 58"88             | 200 m  | Ashley Delaney Dar'ja Ustinova | 1'58"41 2'08"21 |
| Rana         |                                   |                 |       |                                          |                         |        |                                |                 |
| 50 m         | Cameron van der Burgh Katie Meili | 26"96 30"76     | 100 m | Cameron van der Burgh Katie Meili        | 59"27 1'06"68           | 200 m  | Marco Koch Vitalina Simonova   | 2'08"77 2'22"94 |
| Farfalla     |                                   |                 |       |                                          |                         |        |                                |                 |
| 50 m         | Andrij Hovorov Jeanette Ottesen   | 23"30 25"51     | 100 m | Tom Shields Maddie Groves Claire Donahue | \| 51"36 \| \| 58"08 \| | 200 m  | Viktor Bromer Cammille Adams   | 1'55"03 2'06"33 |
|              |                                   |                 | Misti |                                          |                         |        |                                |                 |
| 200 m        | Philip Heintz Katinka Hosszú      | 1'58"46 2'10"68 | 400 m | Dávid Verrasztó Katinka Hosszú           | 4'14"89 4'36"25         |        |                                |                 |
| 51"36        |                                   |                 |       |                                          |                         |        |                                |                 |
| 58"08        |                                   |                 |       |                                          |                         |        |                                |                 |

### Chartres
Fonte
| Gara         | Atleti                              | Perf.           | Gara  | Atleti                              | Perf.           | Gara   | Atleti                        | Perf.           |
| ------------ | ----------------------------------- | --------------- | ----- | ----------------------------------- | --------------- | ------ | ----------------------------- | --------------- |
| Stile libero |                                     |                 |       |                                     |                 |        |                               |                 |
| 50 m         | Josh Schneider Anna Santamans       | 22"11 24"78     | 200 m | Daniel Smith Katinka Hosszú         | 1'46"50 1'56"06 | 800 m  | Lauren Boyle                  | 8'26"46         |
| 100 m        | Mehdy Metella Katinka Hosszú        | 48"69 54"30     | 400 m | Jan Micka Lindsay Vrooman           | 3'50"64 4'07"16 | 1500 m | Gregorio Paltrinieri          | 15'04"98        |
| Dorso        |                                     |                 |       |                                     |                 |        |                               |                 |
| 50 m         | Camille Lacourt Natalie Coughlin    | 24"75 27"65     | 100 m | Camille Lacourt Emily Seebohm       | 53"39 58"91     | 200 m  | Chad le Clos Dar'ja Ustinova  | 1'57"80 2'07"43 |
| Rana         |                                     |                 |       |                                     |                 |        |                               |                 |
| 50 m         | Cameron van der Burgh Alia Atkinson | 26"74 30"85     | 100 m | Cameron van der Burgh Alia Atkinson | 58"97 1'07"03   | 200 m  | Nic Fink Vitalina Simonova    | 2'08"89 2'25"26 |
| Farfalla     |                                     |                 |       |                                     |                 |        |                               |                 |
| 50 m         | Chad le Clos Béryl Gastaldello      | 23"23 26"35     | 100 m | Chad le Clos Maddie Groves          | 51"04 57"98     | 200 m  | Chad le Clos Franziska Hentke | 1'54"18 2'06"58 |
|              |                                     |                 | Misti |                                     |                 |        |                               |                 |
| 200 m        | Hiromasa Fujimori Katinka Hosszú    | 1'59"39 2'10"19 | 400 m | Dávid Verrasztó Katinka Hosszú      | 4'27"05 4'35"80 |        |                               |                 |

### Hong Kong
Fonte
| Gara         | Atleti                              | Perf.           | Gara  | Atleti                                             | Perf.                   | Gara   | Atleti                              | Perf.           |
| ------------ | ----------------------------------- | --------------- | ----- | -------------------------------------------------- | ----------------------- | ------ | ----------------------------------- | --------------- |
| Stile libero |                                     |                 |       |                                                    |                         |        |                                     |                 |
| 50 m         | Katsumi Nakamura Cate Campbell      | 22"15 24"69     | 200 m | Daniel Smith Katinka Hosszú                        | 1'48"81 1'55"81         | 800 m  | Katinka Hosszú                      | 8'42"88         |
| 100 m        | Katsumi Nakamura Cate Campbell      | 49"48 53"60     | 400 m | Daniel Smith Katinka Hosszú                        | 3'52"68 4'13"93         | 1500 m | Masato Sakai                        | 15'28"04        |
| Dorso        |                                     |                 |       |                                                    |                         |        |                                     |                 |
| 50 m         | Ashley Delaney Emily Seebohm        | 25"55 27"90     | 100 m | Yuki Shirai Emily Seebohm                          | 54"39 58"88             | 200 m  | Yuki Shirai Katinka Hosszú          | 1'58"68 2'08"61 |
| Rana         |                                     |                 |       |                                                    |                         |        |                                     |                 |
| 50 m         | Cameron van der Burgh Alia Atkinson | 27"23 30"90     | 100 m | Cameron van der Burgh Alia Atkinson                | 1'00"23 1'07"91         | 200 m  | Akihiro Yamaguchi Vitalina Simonova | 2'13"13 2'28"36 |
| Farfalla     |                                     |                 |       |                                                    |                         |        |                                     |                 |
| 50 m         | Geoffrey Cheah Jeanette Ottesen     | 24"23 25"82     | 100 m | Viacheslav Prudnikov Nicholas Brown Katinka Hosszú | \| 53"64 \| \| 59"31 \| | 200 m  | Masato Sakai Katinka Hosszú         | 1'56"25 2'09"09 |
|              |                                     |                 | Misti |                                                    |                         |        |                                     |                 |
| 200 m        | Tomas Elliott Katinka Hosszú        | 2'01"82 2'11"78 | 400 m | Dávid Verrasztó Katinka Hosszú                     | 4'18"06 4'42"27         |        |                                     |                 |
| 53"64        |                                     |                 |       |                                                    |                         |        |                                     |                 |
| 59"31        |                                     |                 |       |                                                    |                         |        |                                     |                 |

### Pechino
Fonte
| Gara         | Atleti                              | Perf.           | Gara  | Atleti                              | Perf.           | Gara   | Atleti                         | Perf.           |
| ------------ | ----------------------------------- | --------------- | ----- | ----------------------------------- | --------------- | ------ | ------------------------------ | --------------- |
| Stile libero |                                     |                 |       |                                     |                 |        |                                |                 |
| 50 m         | Katsumi Nakamura Cate Campbell      | 22"27 24"30     | 200 m | Daniel Smith Shen Duo               | 1'46"70 1'56"47 | 800 m  | Wang Guoyue                    | 8'37"38         |
| 100 m        | Katsumi Nakamura Cate Campbell      | 48"60 52"96     | 400 m | Daniel Smith Guo Junjun             | 3'51"45 4'08"46 | 1500 m | Masato Sakai                   | 15'29"46        |
| Dorso        |                                     |                 |       |                                     |                 |        |                                |                 |
| 50 m         | Xu Jiayu Fu Yuanhui                 | 24"65 27"55     | 100 m | Ashley Delaney Emily Seebohm        | 54"36 58"59     | 200 m  | Yuki Shirai Emily Seebohm      | 1'57"98 2'09"22 |
| Rana         |                                     |                 |       |                                     |                 |        |                                |                 |
| 50 m         | Cameron van der Burgh Alia Atkinson | 27"03 30"65     | 100 m | Cameron van der Burgh Alia Atkinson | 59"76 1'07"39   | 200 m  | Mao Feilian Zhang Xinyu        | 2'10"95 2'27"17 |
| Farfalla     |                                     |                 |       |                                     |                 |        |                                |                 |
| 50 m         | Li Zhuhao Jeanette Ottesen          | 23"39 25"81     | 100 m | Masato Sakai Jeanette Ottesen       | 53"52 57"97     | 200 m  | Masato Sakai Zsuzsanna Jakabos | 1'57"44 2'09"90 |
|              |                                     |                 | Misti |                                     |                 |        |                                |                 |
| 200 m        | Dávid Verrasztó Katinka Hosszú      | 2'01"72 2'10"44 | 400 m | Dávid Verrasztó Katinka Hosszú      | 4'16"36 4'39"49 |        |                                |                 |

### Singapore
Fonte
| Gara         | Atleti             | Perf.     | Gara  | Atleti                  | Perf.     | Gara   | Atleti              | Perf.     |
| ------------ | ------------------ | --------- | ----- | ----------------------- | --------- | ------ | ------------------- | --------- |
| Stile libero |                    |           |       |                         |           |        |                     |           |
| 50 m         | Katsumi Nakamura — | 22"47 —   | 200 m | — Cate Campbell         | — 53"09   | 800 m  | —                   | —         |
| 100 m        | Daniel Smith —     | 1'48"15 — | 400 m | — Katinka Hosszú        | — 4'12"00 | 1500 m | —                   | —         |
| Dorso        |                    |           |       |                         |           |        |                     |           |
| 50 m         | Ashley Delaney —   | 25"30 —   | 100 m | — Emily Seebohm         | — 58"72   | 200 m  | Yuki Shirai —       | 1'57"96 — |
| Rana         |                    |           |       |                         |           |        |                     |           |
| 50 m         | — Alia Atkinson    | — 30"74   | 100 m | Cameron van der Burgh — | 59"38 —   | 200 m  | — Micah Lawrence    | — 2'25"89 |
| Farfalla     |                    |           |       |                         |           |        |                     |           |
| 50 m         | — Jeanette Ottesen | — 25"84   | 100 m | Masato Sakai —          | 53"53 —   | 200 m  | — Zsuzsanna Jakabos | — 2'08"65 |
|              |                    |           | Misti |                         |           |        |                     |           |
| 200 m        | Semen Makovich —   | 2'01"76 — | 400 m | — Katinka Hosszú        | — 4'37"30 |        |                     |           |

### Tokyo
Fonte
| Gara         | Atleti                             | Perf.           | Gara  | Atleti                             | Perf.           | Gara   | Atleti                        | Perf.           |
| ------------ | ---------------------------------- | --------------- | ----- | ---------------------------------- | --------------- | ------ | ----------------------------- | --------------- |
| Stile libero |                                    |                 |       |                                    |                 |        |                               |                 |
| 50 m         | Katsumi Nakamura Melanie Wright    | 22"15 24"92     | 200 m | Yūki Kobori Katinka Hosszú         | 1'47"59 1'56"67 | 800 m  | Yukimi Moriyama               | 8'40"98         |
| 100 m        | Katsumi Nakamura Rikako Ikee       | 49"17 54"14     | 400 m | Yosuke Miyamoto Katinka Hosszú     | 3'49"68 4'08"87 | 1500 m | Ayatsugu Hirai                | 15'16"39        |
| Dorso        |                                    |                 |       |                                    |                 |        |                               |                 |
| 50 m         | David Plummer Emily Seebohm        | 24"58 27"49     | 100 m | Mitch Larkin Emily Seebohm         | 52"48 58"37     | 200 m  | Mitch Larkin Emily Seebohm    | 1'53"34 2'08"08 |
| Rana         |                                    |                 |       |                                    |                 |        |                               |                 |
| 50 m         | Cameron van der Burgh Molly Hannis | 27"18 30"63     | 100 m | Cameron van der Burgh Molly Hannis | 59"97 1'07"71   | 200 m  | Yukihiro Takahashi Rie Kanetō | 2'09"50 2'23"01 |
| Farfalla     |                                    |                 |       |                                    |                 |        |                               |                 |
| 50 m         | Giles Smith Rikako Ikee            | 23"68 26"17     | 100 m | Chris Wright Rikako Ikee           | 52"77 57"56     | 200 m  | Masato Sakai Natsumi Hoshi    | 1'55"75 2'08"13 |
|              |                                    |                 | Misti |                                    |                 |        |                               |                 |
| 200 m        | Hiromasa Fujimori Katinka Hosszú   | 1'59"76 2'09"85 | 400 m | Dávid Verrasztó Katinka Hosszú     | 4'15"60 4'37"26 |        |                               |                 |

### Doha
Fonte
| Gara         | Atleti                                   | Perf.                   | Gara  | Atleti                             | Perf.           | Gara   | Atleti                         | Perf.           |
| ------------ | ---------------------------------------- | ----------------------- | ----- | ---------------------------------- | --------------- | ------ | ------------------------------ | --------------- |
| Stile libero |                                          |                         |       |                                    |                 |        |                                |                 |
| 50 m         | Bruno Fratus Anna Santamans              | 22"28 24"95             | 200 m | James Guy Katinka Hosszú           | 1'47"06 1'56"60 | 800 m  | Lauren Boyle                   | 8'24"76         |
| 100 m        | Chad le Clos Melanie Wright              | 48"96 53"86             | 400 m | James Guy Lauren Boyle             | 3'46"76 4'06"58 | 1500 m | Mychajlo Romančuk              | 15'07"06        |
| Dorso        |                                          |                         |       |                                    |                 |        |                                |                 |
| 50 m         | David Plummer Mitch Larkin Emily Seebohm | \| 24"70 \| \| 27"85 \| | 100 m | Mitch Larkin Emily Seebohm         | 52"26 58"34     | 200 m  | Mitch Larkin Emily Seebohm     | 1'53"80 2'07"19 |
| Rana         |                                          |                         |       |                                    |                 |        |                                |                 |
| 50 m         | Cameron van der Burgh Alia Atkinson      | 26"96 30"55             | 100 m | Cameron van der Burgh Molly Hannis | 59"68 1'06"94   | 200 m  | Dániel Gyurta Rie Kanetō       | 2'10"33 2'23"45 |
| Farfalla     |                                          |                         |       |                                    |                 |        |                                |                 |
| 50 m         | Chad le Clos Alexandra Touretski         | 23"43 26"81             | 100 m | Chad le Clos Felicia Lee           | 51"44 58"83     | 200 m  | Chad le Clos Zsuzsanna Jakabos | 1'55"80 2'08"47 |
|              |                                          |                         | Misti |                                    |                 |        |                                |                 |
| 200 m        | Keita Sunama Katinka Hosszú              | 2'00"48 2'10"22         | 400 m | Dávid Verrasztó Katinka Hosszú     | 4'16"17 4'36"39 |        |                                |                 |
| 24"70        |                                          |                         |       |                                    |                 |        |                                |                 |
| 27"85        |                                          |                         |       |                                    |                 |        |                                |                 |

### Dubai
Fonte
| Gara         | Atleti                              | Perf.           | Gara  | Atleti                              | Perf.           | Gara   | Atleti                          | Perf.           |
| ------------ | ----------------------------------- | --------------- | ----- | ----------------------------------- | --------------- | ------ | ------------------------------- | --------------- |
| Stile libero |                                     |                 |       |                                     |                 |        |                                 |                 |
| 50 m         | Bruno Fratus Melanie Wright         | 22"05 24"72     | 200 m | James Guy Katinka Hosszú            | 1'46"60 1'55"41 | 800 m  | Lauren Boyle                    | 8'25"96         |
| 100 m        | Jérémy Stravius Melanie Wright      | 48"34 53"79     | 400 m | James Guy Lauren Boyle              | 3'46"91 4'04"26 | 1500 m | Jan Micka                       | 15'02"08        |
| Dorso        |                                     |                 |       |                                     |                 |        |                                 |                 |
| 50 m         | David Plummer Emily Seebohm         | 24"64 27"57     | 100 m | Mitch Larkin Emily Seebohm          | 52"11 58"51     | 200 m  | Mitch Larkin Emily Seebohm      | 1'53"17 2'06"94 |
| Rana         |                                     |                 |       |                                     |                 |        |                                 |                 |
| 50 m         | Cameron van der Burgh Alia Atkinson | 26"77 30"26     | 100 m | Cameron van der Burgh Alia Atkinson | 59"05 1'05"93   | 200 m  | Dániel Gyurta Viktoriya Güneş   | 2'10"43 2'22"87 |
| Farfalla     |                                     |                 |       |                                     |                 |        |                                 |                 |
| 50 m         | Chad le Clos Felicia Lee            | 23"31 26"69     | 100 m | Chad le Clos Felicia Lee            | 51"09 58"57     | 200 m  | Viktor Bromer Zsuzsanna Jakabos | 1'55"98 2'07"77 |
|              |                                     |                 | Misti |                                     |                 |        |                                 |                 |
| 200 m        | Keita Sunama Katinka Hosszú         | 2'00"72 2'08"61 | 400 m | Dávid Verrasztó Katinka Hosszú      | 4'16"71 4'33"88 |        |                                 |                 |